# Олизар, Филипп-Нереуш

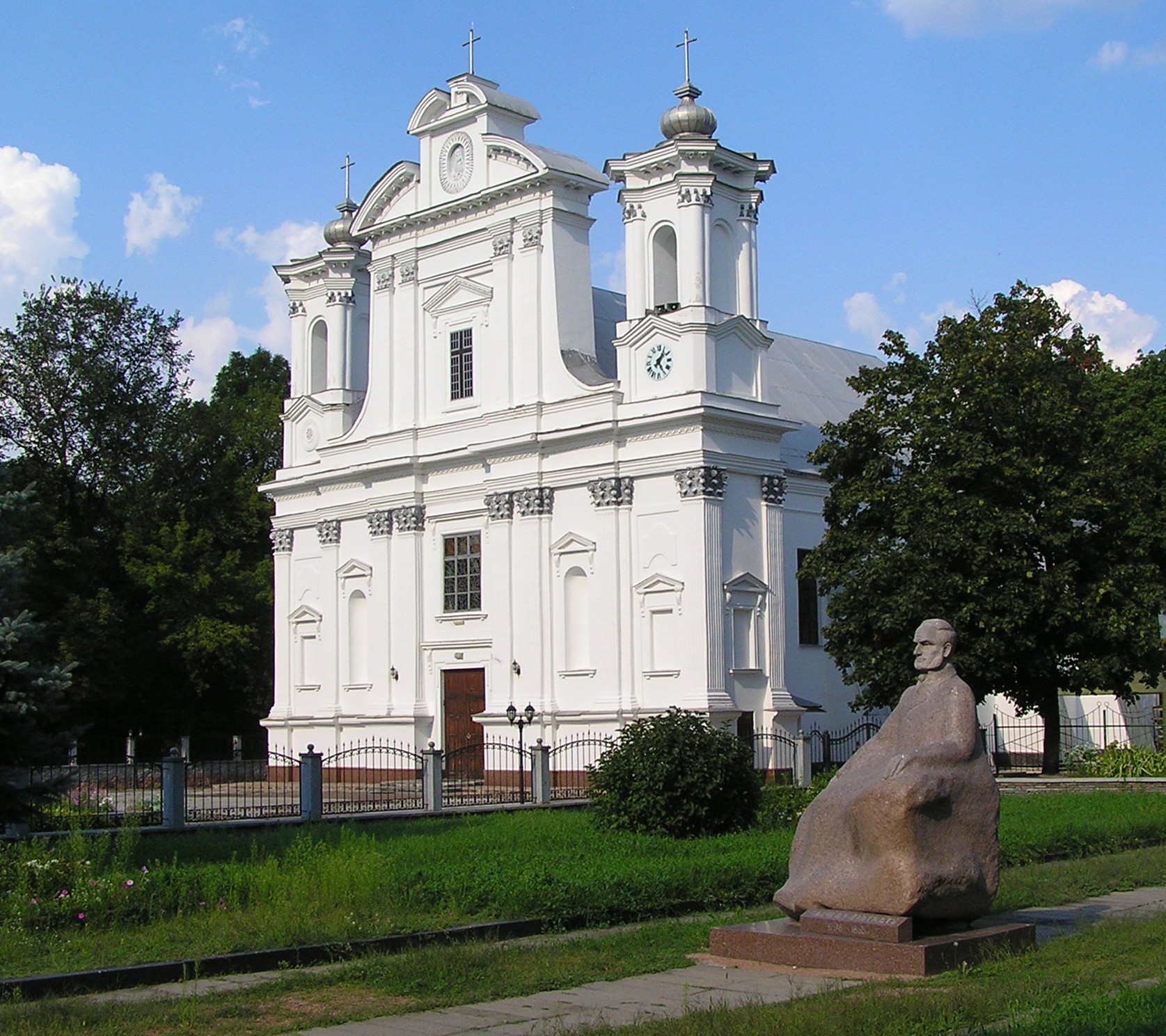
Костёл в Коростышеве, построенный Филиппом Олизаром в качестве родовой усыпальницы

Филипп-Нереуш Олизар (пол. Filip Nereus Olizar; около 1750—1816, Италия) — крупный подольский помещик, отец Густава и Нарцисса Олизаров.
Представитель шляхетского рода герба Радван Совитый. Сын Онуфрия и Марианны урожденной Кожениовской. Брат Иосифа, политического деятеля, Клары и Женовьевы книгини Друцкой-Любецкой (матери Франциска-Ксаверия).
Женат на Людвике урожденной Немирович-Щит, дочери Кшиштофа Немировича-Щита и Юзефы урожденной графини Бутлер, от которой имел детей — поэта Густава Олизара, Нарцисса Олизара и Аделайду графиню Пржездецкую.
Во времена Речи Посполитой — подчаший Великого княжества Литовского, камергер польского королевского двора, маршалок коронного трибунала при короле Станиславе Августе Понятовском, посол (депутат) сейма 1792 г., член Комиссии национальной эдукации в Литве.
Граф Олизар унаследовал от предков местечко Коростышев и окрестности, где построил новое имение, украшенное семейными реликвиями и произведениями искусств. В 1785 г. достроена каплица к костелу, открыта больница и школа. На их содержание он выделял значительные средства. При Филиппе-Нереуше Олизаре земли имения давали хорошие прибыли от железорудного и лесоперерабатывающих промыслов.
В связи с болезнью выехал в Италию, где и умер в 1816 г. Автор мемуаров «Głosy miewane na sesyjach sejmowych roku 1792».